# Provinz Tacna
Die Provinz Tacna ist eine von vier Provinzen der Region Tacna im äußersten Süden Perus. Die Provinz hat eine Fläche von 8066 km². Die Einwohnerzahl betrug beim Zensus 2017 306.363. 10 Jahre zuvor lag die Einwohnerzahl noch bei 262.731. Verwaltungssitz ist die Stadt Tacna.

## Geographische Lage
Die Provinz Tacna liegt an der Pazifikküste. Sie erstreckt sich über die wüstenhafte aride Küstenregion. Die Flüsse Río Caplina und Río Sama durchfließen die Provinz. Sie grenzt im Nordwesten an die Provinz Jorge Basadre, im Nordosten an die Provinz Tarata, im Osten an Bolivien sowie im Süden an die Región de Arica y Parinacota in Chile.

## Verwaltungsgliederung
Die Provinz Tacna gliedert sich in elf Distrikte. Der Distrikt Tacna ist Sitz der Provinzverwaltung.
| Distrikt                             | Verwaltungssitz |
| ------------------------------------ | --------------- |
| Alto de la Alianza                   | La Esperanza    |
| Calana                               | Calana          |
| Ciudad Nueva                         | Ciudad Nueva    |
| Coronel Gregorio Albarracín Lanchipa | Alfonso Ugarte  |
| Inclán                               | Sama Grande     |
| La Yarada Los Palos                  | Los Palos       |
| Pachía                               | Pachía          |
| Palca                                | Palca           |
| Pocollay                             | Pocollay        |
| Sama                                 | Las Yaras       |
| Tacna                                | Tacna           |